# Karen Ann Quinlan
Karen Ann Quinlan (Scranton, 25 de março de 1954 - Morris Plains, 11 de junho de 1985) foi uma mulher estadunidense que se tornou figura importante na história da medicina dos Estados Unidos, devido à controvérsia relacionada ao direito de morrer.
Aos 21 anos, Karen ficou inconsciente depois de ingerir diazepam com álcool, enquanto estava em uma dieta radical e entrou em coma, seguido de um persistente estado vegetativo. Os médicos receberam um pedido da família de desligarem o respirador mecânico de Karen, pois seus pais acreditavam que se tratava de meios extraordinários de prolongar sua vida. Os pais de Karen, Joseph e Julia Quinlan, então entraram na justiça pelo direito de desligar o respirador quando a justiça proibiu os médicos de realizarem o procedimento.
O caso de Karen continua a levantar importantes questões teológicas e bioéticas a respeito da eutanásia, direitos civis e custódia legal. Ele afetou a prática da medicina e do direito no mundo todo. Um desenrolar de seu caso foi o desenvolvimento de um comitê formal de ética em hospitais, enfermarias e asilos.

## Vida pessoal
Karen nasceu em 29 de março de 1954 em Scranton, Pennsylvania, de uma adolescente mãe solteira, de ascendência irlandesa. Algumas semanas depois, foi adotada pelo casal Joseph e Julia Quinlan, católicos praticantes e devotados, que moravam em Landing, Nova Jersey. O casal já tinha uma filha, Mary Ellen, nascida em 1956 e John, em 1957.
Karen era uma aluna mediana no colégio católico em Denville, Nova Jersey. Depois de se formar, trabalhou em uma empresa de cerâmicas, em Ledgewood, de 1972 a 1974 e em vários outros empregos esporádicos no ano seguinte. Gostava de cantar e de se arrumar, conhecida pela vaidade. Em abril de 1975, pouco antes de completar 21 anos, Karen saiu da casa dos pais e se mudou com algumas amigas para uma casa poucos quilômetros dali, em Byram Township. Foi por volta dessa época que Karen entrou em uma dieta radical por conta própria para poder caber em um vestido que tinha comprado recentemente.

### O colapso
Em 15 de abril de 1975, poucos dias antes de se mudar para a casa nova, Karen foi a uma festa de aniversário em um bar local. Havia dois dias que ela mal comera qualquer coisa. Na festa, ela teria bebido algumas gim-tônicas e metaqualona. Karen desmaiou e foi rapidamente levada para casa e colocada na cama. Quando os amigos resolveram conferir seu estado, quinze minutos depois, perceberam que ela não estava respirando. Eles então chamaram uma ambulância e reanimação cardiorrespiratória (RCR) foi tentada por vários minutos.
Apesar de sua coloração ter melhorado ao dar entrada no hospital, Karen não voltou mais a si. Ela foi internada no Hospital Newton Memorial, em Nova Jersey, já em coma. Permaneceu na UTI por nove dias, sem melhora ou retomada de consciência, sendo transferida para o Hospital Saint Clare, em Boonton Township, com maiores recursos.

### O coma
Karen tinha sofrido um dano irreversível no cérebro depois de um prolongado período de tempo sem oxigenação. Não foi dada nenhuma explicação satisfatória para a sua parada respiratória. O dano cerebral a colocou em um estado vegetativo persistente. Seus olhos não eram capazes de seguir movimentos em uma mesma direção. Seu eletroencefalograma (EEG) mostrava atividade anormal de ondas lentas. Nos meses seguintes, Karen permaneceu no hospital, mas sua condição deteriorou rapidamente. Ela perdeu muito peso, tinha espasmos incontroláveis e violentos nos músculos e precisava de uma sonda nasogástrica para alimentação e um respirador mecânico para respirar.

## Batalha legal
Os pais de Karen pediram que a filha fosse desligada dos aparelhos, acreditando que eles constituíam meios extraordinários de manutenção da vida da flha e que eram os causadores de seu estado. Membros da equipe hospitalar receberam ameaças dos promotores dos condado de Morris, Nova Jersey, de serem acusados de homicídio caso cumprissem o desejo dos pais e se uniram à família Quinlan na busca por uma ordem de proteção antes de retirar a ventilação mecânica de Karen.

## Processo e apelação
A família Quinlan entrou com um processo em 12 de setembro de 1975, requisitando que os meios artificiais de manutenção da vida de sua filha Karen fossem desligados. O advogado da família argumentou que o direito de Karen Ann Quinlan de tomar uma decisão privada sobre seu destino substituiu o direito do estado de mantê-la viva, enquanto a advogada de Karen, apontada pelo estado, argumentou que desconectar seus ventiladores seria homicídio. O processo não foi aceito pela Tribunal de Justiça do Estado de Nova Jersey, em novembro de 1975. O juiz Robert Muir Jr. argumentou que os médicos de Karen não apoiaram sua remoção do respirador e que fazer isso era uma decisão médica e não uma decisão judicial e que violaria o estatuto de homicídio do estado.
A família então para a Suprema Corte Estadual. Em 31 de março de 1976 o tribunal concedeu o recurso, alegando que o direito à privacidade era suficientemente amplo para abranger o pedido da família em nome de Karen. Quando o respirador foi desligado, em maio de 1976, médicos, advogados e, principalmente, a família ficaram surpresos de ver que Karen era capaz de respirar sozinha. Os pais de Karen nunca procuraram remover o tubo de alimentação. Julia Quinlan disse na época:
| “ | Nós nunca pedimos para ela morrer, nós apenas pedimos para que ela fosse colocada de volta em um estado natural para que ela pudesse morrer no tempo de Deus. | ” |

Karen foi transferida para uma casa de recuperação, recebendo alimentação por tubo nasogástrico pelos nove anos seguintes, até sua morte por falência respiratória em 11 de junho de 1985.

### Meios extraordinários
Os pais de Karen usaram a moral teológica católica para justificar seu pedido da retirada do respirador mecânico. Os meios extraordinários abrangem qualquer procedimento tomado que não tenha benefício direto para o paciente e para manter e/ou salvar sua vida. Uma pessoa, ou o representante desta pessoa, caso ela não esteja em condições de decidir, pode recusar essas medidas de tratamento que apenas prolonguem um sofrimento e não contribuam para uma morte digna. Foi com esse princípio, citado na declaração do Papa Pio XII, em 1957, que os pais de Karen se apoiaram.
A alimentação pelo tudo nasogástrico não constituía um meio extraordinário de manutenção da vida de Karen, portanto seus pais não se opuseram a ele. Karen permaneceu em estado vegetativo até sua morte, por complicações devido à uma pneumonia, que levou à uma falência respiratória. Sabendo de seu estado de saúde, seus pais pediram que nenhuma medida extraordinária fosse tomada para tentar prologar sua vida. Karen foi sepultada no cemitério Gate of Heaven, em East Hanover, Nova Jersey.
Joseph e Julia Quinlan abriram um hospital de cuidados paliativos e uma fundação, em 1980, em memória de sua filha Karen. Seu caso nos tribunais está ligado às mudanças legais e hospitalares a respeito dos direitos de pessoas que recusam meios extraordinários de tratamento, até mesmo quando o fim do tratamento possa levar à morte.

## Necropsia
Os médicos não sabiam quais eram as extensões dos danos no cérebro de Karen, mas com sua morte, eles puderam realizar exames detalhados de seu cérebro e da medula. Enquanto seu córtex cerebral apresentava alguns danos, o tálamo tinha danos severos de ambos os lados. O tronco cerebral, região que controla as funções cardíaca e respiratória, estava intacto. Essas descobertas sugerem que o tálamo tem um papel importante na consciência.

## Links
- Hospital de Cuidados Paliativos Karen Ann Quinlan
- Karen Ann Quinlan (em inglês) no Find a Grave [fonte confiável?]
- Sabatino, Charles P. «Advance Directives and Advance Care Planning: Legal and Policy Issues». American Bar Association Commission on Law and Aging. Consultado em 1 de outubro de 2007